# Cantonul Moyeuvre-Grande
Cantonul Moyeuvre-Grande este un canton din arondismentul Thionville, departamentul Moselle, regiunea Lorena, Franța.

## Comune
| Comune          | Populație (1999) | Cod poștal | Cod INSEE |
| --------------- | ---------------- | ---------- | --------- |
| Clouange        | 3 871            | 57185      | 57143     |
| Gandrange       | 2 933            | 57175      | 57242     |
| Moyeuvre-Grande | 7 969            | 57250      | 57491     |
| Moyeuvre-Petite | 502              | 57250      | 57492     |
| Rosselange      | 2 856            | 57780      | 57597     |
| Vitry-sur-Orne  | 2 951            | 57185      | 57724     |